# Maureen Caird
Maureen Caird (Cumberland, 22 september 1951) is een voormalige Australisch atleet en olympisch kampioen.

## Loopbaan
Caird nam tweemaal deel aan de Olympische Spelen. Op de Olympische Spelen van 1968 in Mexico-Stad won zij de gouden medaille op de 80 meter horden op een leeftijd van 17 jaar en 19 dagen. Ze was op dat moment de jongste winnaar van olympisch goud in de atletiek.
Na afloop van deze spelen werd de 80 meter horden vervangen door de 100 meter horden. Vier jaar later strandde Caird op in de series op de 100 meter horden.

## Titels
- Olympisch kampioen 80 meter horden - 1968

## Persoonlijke records
| Onderdeel    | Prestatie | Datum            | Plaats      |
| ------------ | --------- | ---------------- | ----------- |
| 80 m horden  | 10,39 s   | 18 oktober 1968  | Mexico-Stad |
| 100 m horden | 13,63 s   | 4 september 1972 | München     |

## Palmares

### 80 m horden
- 1968:  OS - 10,39 s

### 100 m horden
- 1972: series OS - 13,63 s

### 4×100 m
- 1972: 6e - 43,61 s

1932: Babe Didrikson ·
1936: Ondina Valla ·
1948: Fanny Blankers-Koen ·
1952: Shirley Strickland-de la Hunty ·
1956: Shirley Strickland-de la Hunty ·
1960: Irina Press ·
1964: Karin Balzer ·
1968: Maureen Caird
- Australian Women's Register: AWE2187b
- World Athletics: 14372800
- Trove: 700093